# 平戸市立獅子小学校
平戸市立獅子小学校（ひらどしりつ しししょうがっこう、Hirado City Shishi Elementary School）は、かつて長崎県平戸市獅子町にあった公立小学校。
2010年（平成22年）3月に閉校し、平戸市立紐差小学校に統合された。

## 概要
歴史
1881年（明治14年）に開校した「公立中等紐差小学校下等獅子分校」を前身とする。昭和30年代には在籍生徒数が約200名を数えていたが、過疎化と少子高齢化により児童数が年々減少。2009年度（平成21年）には入学者数が初めて0になり、在籍生徒数が17名にまで落ち込んだ。このことから、平戸市は獅子小学校の廃校を決定し、2012年（平成22年）3月に紐差小学校に統合する形で、獅子小学校は129年の歴史に幕を閉じた。
校訓
「獅子魂」
校章
中央に校名の獅子を表す絵を置く。
校歌
作詞は小川原寅吉、作曲は金窪良輔による。歌詞は2番まであり、校名は歌詞に登場しない。

## 沿革
- 1881年（明治14年）2月 - 「公立中等紐差小学校下等獅子分校」として開校。旧庄屋の建物を譲り受け、校舎とする。
- 1883年（明治16年）9月 - 「公立下等獅子小学校」として独立。
- 1886年（明治19年）9月 - 小学校令の施行により、「簡易獅子小学校」に改称。
- 1890年（明治23年）10月 - 「尋常獅子小学校」に改称。
- 1893年（明治26年）4月 - 小学校令の改正により「獅子尋常小学校」に改称（「尋常」の位置が変わる）。
- 1898年（明治31年）2月 - 生月村の近藤酒造の酒倉を購入し、2階建ての校舎を建築。
- 1903年（明治36年）9月 - 獅子実業補習学校を併設。
- 1908年（明治41年）4月 - 小学校令の一部改正により、義務教育期間が尋常科4年から尋常科6年に延長され、尋常科5年を新設。
- 1909年（明治42年）4月 - 尋常科6年を新設。義務教育期間の延長により収容すべき児童数が増加したため、教室一棟を増築。
- 1912年（明治45年）4月 - 春日分教場を設置。
- 1916年（大正5年）- 高等科を併置し、「獅子尋常高等小学校」となる。
- 1935年（昭和10年）5月 - 青年学校令の施行により、併設の獅子実業補習学校が獅子青年学校に改称。
- 1941年（昭和16年）4月1日 - 国民学校令により、「獅子村獅子国民学校」に改称。尋常科を初等科に改称。
- 1947年（昭和22年）4月1日 - 学制改革（六・三制の実施）
  - 旧・国民学校の初等科を改組し、「獅子村立獅子小学校」とする。
  - 旧・国民学校の高等科と獅子青年学校を改組し、「獅子村立獅子中学校[2]」（新制中学校）とし、小学校に併設する。
  - 春日分教場を春日分校とする。
- 1955年（昭和30年）1月1日 - 町村合併[3]で平戸市が誕生したことにより、「平戸市立獅子小学校」（現校名）と改称。
- 1958年（昭和33年）3月31日 - 中学校統合のために獅子中学校が廃止され、併設を解消。小学校単独となる。
- 1968年（昭和43年）- 鉄筋コンクリート造校舎が完成。

- 1977年（昭和52年）- 運動場を整備。
- 1978年（昭和53年）- 体育館が完成。

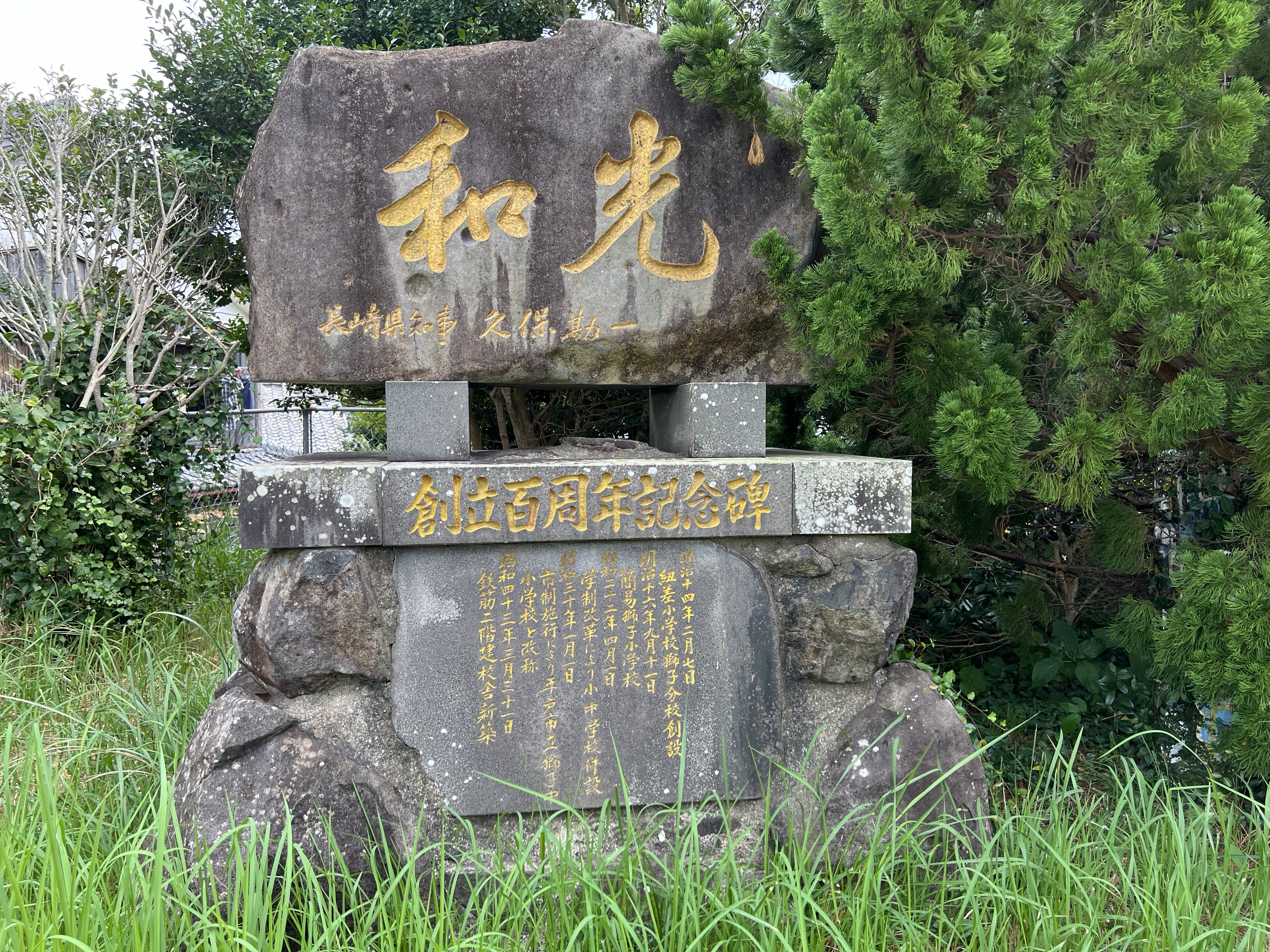
旧・平戸市立獅子小学校 創立百周年記念碑

- 1980年（昭和55年）度 - 創立100周年記念式典を挙行。
- 1982年（昭和57年）
  - 3月31日 - 春日分校を廃止。春日分校の最終所在地 - 平戸市春日町564番地
  - この年 - 運動場にアスレチック遊具が完成。
- 1987年（昭和62年）- 旧校舎を解体。
- 1993年（平成5年）- 学校園が完成。

- 2009年（平成21年）
  - 4月1日 - 新入生が初めて0となる。

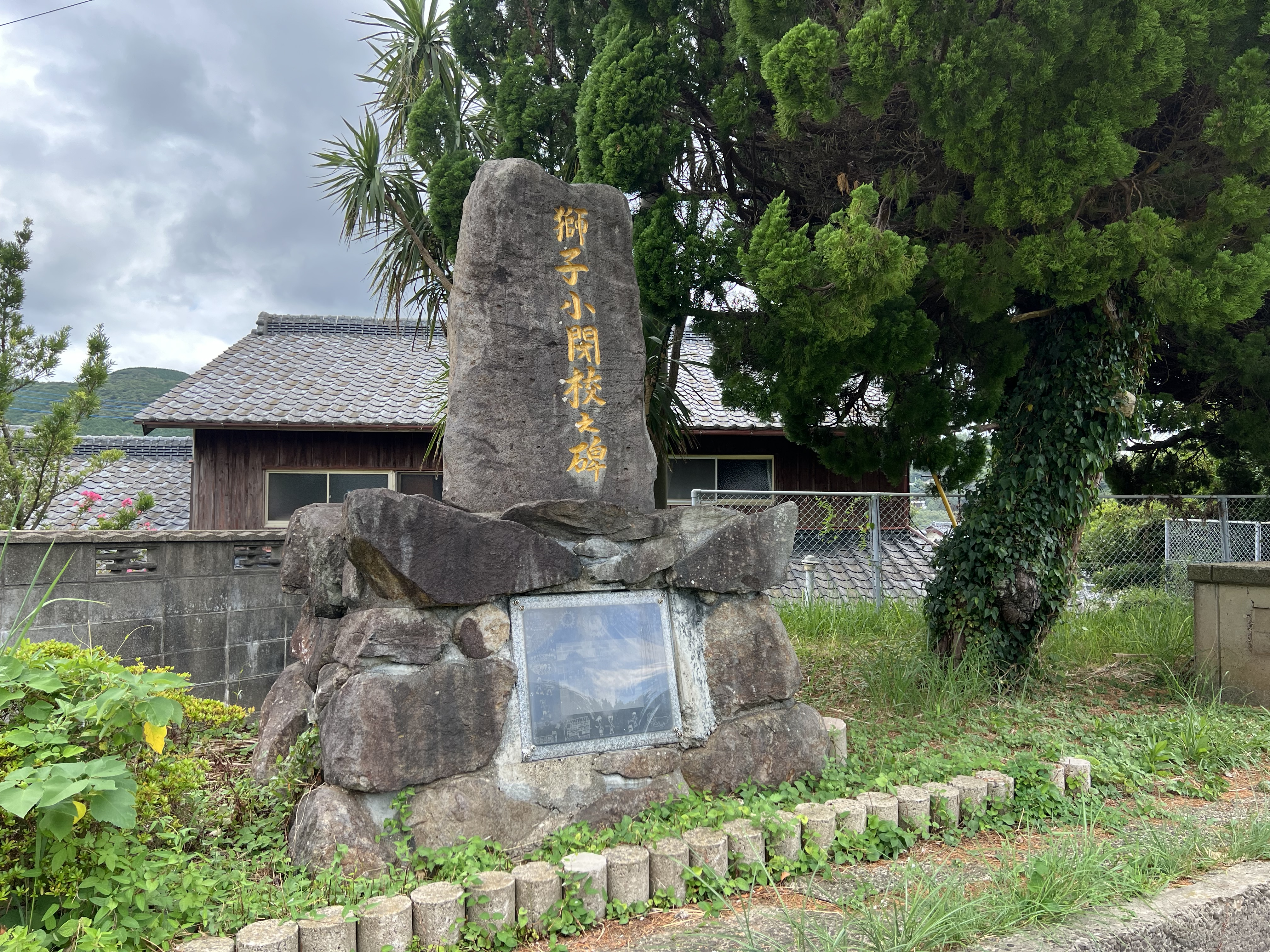
旧・平戸市立獅子小学校 閉校の碑

  - 9月 - 定例市議会で廃止方針が示される。
  - 12月 - 定例市議会で関連条例等を議決。
- 2010年（平成22年）
  - 3月20日 - 閉校記念式典を挙行。
  - 3月31日 - 閉校。129年の歴史に幕を閉じる。在校生は平戸市立紐差小学校に編入し、通学にはスクールバスが運行される。
    - 跡地には、校舎の一部、体育館、運動場が残されている。残された校舎の一部（上記画像の左奥）は地元消防団の格納庫として活用されている。上記の画像で、右奥の体育館の手前に校舎があったが、解体され、駐車場となっている。緑の部分が運動場。

## 交通アクセス
最寄りのバス停
- 平戸ふれあいバス（大川陸運） 春日線「獅子」、「獅子小学校入口」バス停

最寄りの道路
- 長崎県道60号獅子津吉線

## 周辺
- 獅子保育園
- 無動寺
- 明性寺
- 平戸警察署獅子町警察官駐在所
- 獅子簡易郵便局

## 参考資料
- 「平戸市史（復刻版）」（1983年（昭和58年）3月10日発行, 市役所）
- 獅子小学校 閉校（PDF） - 平戸市ウェブサイト
- 獅子小学校の閉校式に参加。（2010年（平成22年）3月20日） - 平戸市ウェブサイト
- 広報ひらど2010年（平成22年）4月号 (PDF)  - 平戸市ウェブサイト